# ネマニャ・ビルビヤ
ネマニャ・ビルビヤ（Nemanja Bilbija, 1990年11月1日 - ）は、ボスニア・ヘルツェゴビナ・バニャ・ルカ出身のサッカー選手。HŠKズリニスキ・モスタル所属。ポジションはFW。

## 経歴
2018年12月23日、江原FCに移籍した。

## 私生活
父親はサッカーのマネージャーをしている。

## タイトル

### クラブ
サラエヴォ
- プレミイェル・リーガ：2014-15
- ボスニア・ヘルツェゴビナカップ：2013-14

ズリニスキ・モスタル
- プレミイェル・リーガ：2015-16, 2016-17, 2017-18, 2021-22, 2022-23

### 個人
- プレミイェル・リーガ得点王：2020-21, 2021-22